# Evius
Evius is een geslacht van vlinders van de familie spinneruilen (Erebidae), uit de onderfamilie Arctiinae.

## Soorten
- E. albicoxae Schaus, 1905
- E. albiscripta Schaus, 1905
- E. aurococcinea Walker, 1855
- E. cochenouri Schaus, 1910
- E. hippia Stoll, 1790
- E. lobata Dognin, 1911